# Emoia samoënsis
Emoia samoënsis este o specie de șopârle din genul Emoia, familia Scincidae, descrisă de Duméril 1851. Conform Catalogue of Life specia Emoia samoënsis nu are subspecii cunoscute.